# Юва (Фінляндія)
61°53′50″ пн. ш. 27°51′25″ сх. д. / 61.897222222222° пн. ш. 27.856944444444° сх. д.
Юва (фін. Juva) — муніципалітет на півдні Фінляндії. Він розташований у провінції Південна Савонія приблизно за 270 км на північний схід від Гельсінкі. Він, як парафія, заснований 19 січня 1442 року і є найстарішим муніципалітетом у Фінляндії, точна дата створення якого відома. На той час це була лише друга парафія у Східній Фінляндії, а пізніше від неї відокремилося кілька інших парафій, таких як Сяамінкі (сучасна Савонлінна), Куопіо, Ійсалмі, Піексямякі, Йоройнен, Леппявірта, Сийлін'ярві, Лапінлахті та Маанінка. Світське муніципальне управління було створено у 1868 році.
Населення муніципалітету становить 5,706 осіб (станом на 31 серпня 2024) і займає площу 1345 км², з яких 182 км² це водойми. Щільність населення становить 4,9 особи на км². Це в основному сільськогосподарське співтовариство, але також володіє деякими галузями промисловості: деревообробні підприємства Sisuwood/Is-vet Oy та Viitakosken Puu Oy, виробництво готових харчових продуктів Kruununherkku, хлібопекарня Siiskonen.
Неподалік від центру муніципалітету розташоване озеро Юкаярві. На південь від Юви розташоване озеро Луонтері, яке є частиною озера Саймаа.

## Культура
Юва є батьківщиною індастріал-метал-гурту Ruoska.